# Uwe Fiedler (Historiker)
Uwe Fiedler (* 1961 in Karl-Marx-Stadt) ist ein deutscher Historiker und Museumsdirektor.

## Leben
Fiedler studierte Geschichte, Germanistik und Pädagogik in Leipzig. 1990 begann er in verschiedenen Positionen für das Schlossbergmuseum Chemnitz zu arbeiten. Seit 2004 ist er Direktor des Schlossbergmuseums. Fiedler ist Autor und Herausgeber zahlreicher Bücher und Aufsätze, in denen er sich mit kultur- und regionalgeschichtlichen, realienkundlichen sowie museumstheoretischen Themen beschäftigt. Ein Schwerpunkt seiner Publikationen ist die Geschichte der Stadt Chemnitz. Zu diesem Thema organisierte er auch überregional beachtete Epochenausstellungen. Im Juli 2024 geht er in den Ruhestand.

## Schriften (Auswahl)
- Burg Rabenstein in Chemnitz (= Der historische Ort Nr. 80), Homilius, Berlin 2000, ISBN 978-3-931121-79-2.
- Um drei unterm Schwanz des Kaiserpferdes. Geschichten und Anekdoten aus Chemnitz, Wartberg Verlag, Gudensberg-Gleichen 2020, ISBN 978-3-8313-1965-7.
- (mit Stefan Thiele und Bernd Stephan): Der neue Glaube und die Kunst. Reformation und Konfessionalisierung im Spiegel der Kirchenausstattung. Begleitheft zur Sonderausstellung aus Anlass des Reformationsjubiläums 2017 im Schloßbergmuseum Chemnitz. Chemnitz 2017. ISBN 978-3-933248-03-9.
- (mit Stefan Thiele) Chemnitz 1945. Das Stadtbild vor und nach der Zerstörung, Sutton, Erfurt 2020, ISBN 978-3-96303-119-9.
- Wir vom Jahrgang 1961. Kindheit und Jugend, Wartberg Verlag, Gudensberg-Gleichen 2020, ISBN 978-3-8313-3161-1.